# Грегг, Макси
Макси Грегг (англ. Maxcy Gregg; 1 августа 1814, Колумбия, штат Южная Каролина — 15 декабря 1862, Фредериксберг, штат Виргиния) — американский юрист, военачальник армии США в годы Мексиканской войны, генерал армии Конфедерации в годы американской гражданской войны. Был убит в 1862 году в битве при Фредериксберге.

## Ранние годы
Грегг родился в Колумбии, штат Южная Каролина и был внуком Эзека Хопкинса, командора Континентального флота. Он учился в Южнокаролинском колледже (сейчас Университет Южной Каролины). Работал юристом вместе с отцом, участвовал в Мексиканской войне майором 12-го пехотного полка. Увлекался астрономией, ботаникой, орнитологией, иностранными языками, а также имел свою личную обсерваторию.
Грегг был активным политиком и одним из делегатов на Совещании по Сецессии Южной Каролины, где голосовал за отделение от Союза.

## Гражданская война
Он был активным сторонником сецессии, и после отделения Южной Каролины от Союза (в декабре 1860 года) помог организовать 1-й  Южнокаролинский пехотный полк, который 8 января был принят на службу штату сроком на 6 месяцев. Грегг стал его полковником.
14 декабря 1861 года стал бригадным генералом и служил в «легкой дивизии» Эмброуза Хилла. Его бригада сыграла решающую роль во время атаки Хилла при Геинс-Милл (во время Семидневной битвы). Получил известность после Второго сражения при Бул-Ране, где его люди отбили шесть атак федералов. Позже участвовал в Мерилендской кампании генерала Ли. Во время этой кампании его бригада состояла из пяти полков:
- 1-й Южнокаролинский пехотный полк: полковник Дэниель Гамильтон
- 1-й Южнокаролинский винтовочный полк: подполковник Джеймс Перрин
- 12-й Южнокаролинский пехотный полк: полковник Диксон Барнес
- 13-й Южнокаролинский пехотный полк: полковник Оливер Эдвардс
- 14-й Южнокаролинский пехотный полк: подполковник Уильям Симпсон

В сражении при Энтитеме был ранен в бедро той же пулей, что сразила генерала Лоуренса Брэнча.
В битве при Фредериксберге его бригада попала под удар дивизии Джорджа Мида. Грегг был ранен в позвоночник и умер два дня спустя. Генералы Джексон и Хилл навещали его, когда он умирал в доме Йерби. Он скончался перед восходом 15 декабря. Похоронен на кладбище Элмвуд (округ Колумбия, штат Южная Каролина). Бригаду Грегга передали Самуэлю Макгоуэну.